# Petar Vrdoljak
Petar Vrdoljak (Rakovica, 1819. – Rakovica, 1896.), bio je hrvatski pravnik,  pravaški političar, saborski zastupnik. Bio je hrvatski seljački tribun. Živio je u Rakovici.

## Životopis
Otac Bartol mu se još kao dijete iz Imotske krajine odselio u Rakovicu sa stricom don Andrijom Vrdoljakom (po obiteljskoj tradiciji don Andrija odselio je u Plaški) gdje je don Andrija službovao i gdje je bio župnikom. ↓1 Bartol je odrastao uz svoga strica i postao krajišnikom, kasnije carinskim nadzornikom na granici, i starješinom oveće seljačke zadruge. Bartol je imao tri sina (Andriju, Petra i Stjepana) i dvije kćeri. Petar je djetinjstvo proveo u Rakovici gdje je svršio pučku školu a potom je školovanje nastavio u Karlovačkoj gimnaziji. Školovanje je zatim nastavio u Zagrebu. Školovao se skupa s Eugenom Kvaternikom, s kojim je bio prijatelj. U Zagrebu je završivši Filozofiju upisao 1841. godine pravo koje je apsolvirao 1844. godine. Odmah nakon toga u Budimpešti upisao je Vrdoljak pravo kako bi mogao položiti rigoroze no nakon provedenih pola godine na studiju prava umro mu je brat Andrija (koji je bio svećenik) te je udovoljivši očevoj želji prekinuo pravo i posvetio se teologiji. U rujnu 1845. godine je, otputovavši zajedno s Antom Starčevićem iz Senja, otišao u sjemenište u Budimpeštu, na studij Teologije. Tu je studirao teologiju tri godine zajedno s Antom Starčevićem (tijekom prve godine dijelili su i sobu) a 1848. godine, kada je u Mađarskoj izbila revolucija, položivši ispite vratio se je kući planirajući polaganje četvrte godine. Zbog niza smrtnih slučajeva u obitelji (majka i otac umrli su mu 1849. godine a brat Stjepan 1850. godine) taj plan nije mu se mogao ostvariti. Uz sestre koje su bile udate i otišle iz kuće kao jedini preostali predstavnik graničarske kuće Vrdoljak, te po Krajiškome sudskom zakoniku (Grenz Gericht Gesetz), morao je preuzeti vođenje graničarskoga gospodarstva. Četiri godine nakon povratka iz Budimpešte vjenčao se je a 1861. godine izabran je za narodnoga zastupnika u Hrvatski sabor.
Umro je u Rakovici 1896. godine. Pokopan je na rakovičkome groblju.

## Politička djelatnost
Lipnja 1861. godine suosnivačem je Stranke prava, a suosnivači su bili dr. Ante Starčević i dr. Eugen Kvaternik.
Sukladno Listopadskoj diplomi i Veljačkom patentu kraljevim odpisom (reskriptom) od 26. veljače 1861. godine sazvan je Hrvatski sabor za 15. travnja 1861. godine a najvažnija zadaća Hrvatskog Sabora bila je odrediti državnopravni odnos Hrvatske prema Ugarskoj i izabrati predstavnike za Reichsrat. Izašla su tri prijedloga: 
- prvi, narodnički, uz koji su bili Mažuranić, Strossmayer, Rački i većina bivši iliraca. Hrvatska bi po tom prijedlog ušla u užu državno pravnu svezu s Ugarskom, čim joj Ugarska prizna samostalnost i nezavisnost i teritorijalnu cjelovitost uz još neke dodatke. No, ovo je unatoč svemu u biti ukidalo Hrvatsku i podređivalo ju Ugarskoj
- drugi, mađaronski, koji je bio bezuvjetno za svezu s Ugarskom , neglede toga hoće li Ugarska uopće Hrvatskoj priznati samostalnost i nezavisnost i teritorijalnu cjelovitost
- treći je prijedlog bio prijedlog dr. Eugena Kvaternika, sporazumno s dr. Antom Starčevićem. Petar Vrdoljak, saborski zastupnik, stao je uz ovaj prijedlog.[5] Eugen Kvaternik svoj prijedlog obrazložio je pred Saborom 16. lipnja 1861. godine a bitne točke toga prijedloga su:

1. najkasnije šest tjedana nakon stupanja na prijestolje kralj će se kruniti u Hrvatskoj i položiti prisegu na hrvatski ustav
2. kralj će nositi naslov: "Cijele Hrvatske kralj"
3. Hrvatska kraljevina i hrvatska kruna podpuno su nezavisne od Ugarske i njezine krune, ali je Hrvatska spremna sklopiti s Ugarskom politički, dakle ne državnopravni, savez za međusobnu obranu ustava i slobode[5]

## Rakovički ustanak
Petar Vrdoljak sudjelovao je u Rakovičkom ustanku (od 7. do 11. listopada 1871. godine) zajedno s Eugenom Kvaternikom. Bio je glavni ustanički agitator u Rakovici. Duže je vremena pripremao narod na ustanak i otpor omraženoj austrijskoj i ugarskoj vlasti. Uz Vrdoljaka, glavni nositelji ustanka bili su: Ante Rakijaš (uz Kvaternika već od 1864.), Vjekoslav Bach (zagrebački pravnik i odgovorni urednik pravaškoga glasila Hrvatska), braća Čuići iz Broćanca i Ante Turkalj (općinski bilježnik u Rakovici). Nakana je bila, ako ustanak uspije formirati vladu pravaša na čelu sa Starčevićem, a ako ustanak pretrpi poraz trebali su stradati samo oni i tako sačuvati stranku. U Privremenoj narodnoj hrvatskoj vladi, na čelu s Kvaternikom koji je bio imenovan regentom, Vrdoljak je imenovan za ministra unutarnjih poslova. Uhićen je 10. listopada 1871. godine te kasnije osuđen na 12 godina teške tamnice, s time da kroz mjesece travanj i listopad bude do kraja robijanja zatvoren u samici. Robijao je u vojnome zatvoru osječke Tvrđave. Nakon izricanja presude, 13. travnja 1872. godine, prošlo je pola godine kada je upućen na izdržavanje kazne u Osijek, u Tvrđavsku komandu, kamo je dopraćen 20. listopada iste godine. Za proslavu 25. obljetnice dolaska na carsko i kraljevsko prijestolje Franje Josipa I. kazna mu je 5. prosinca 1873. godine smanjena na polovicu, te je 15. rujna 1878. godine pušten na slobodu.